# Kužnina
Kužnína (lat. contagium = okuženje) je vzorec za mikrobiološko preiskavo. Kužnino pri bolniku odvzame usposobljena oseba; treba je odvzeti kužnino, ki je značilna za določeno bolezen. Čas odvzema kužnine je odvisen od poteka bolezni in vrste preiskave. Treba je odvzeti zadostno količino kužnine, zlasti zaradi preživetja mikroorganizmov, ter jo do preiskave hraniti v ustreznih razmerah.

## Primeri
Primeri kužnin so brisi kože, sluznic ..., izpirki delov telesa, telesne tekočine (kri, seč, žolč ...), punktati, koščki tkiva, blato, izmeček, postružki kože, nohtov itd.